# Kościół św. Józefa Robotnika w Drawinach
Kościół św. Józefa Robotnika – katolicki kościół filialny należący do parafii św. Antoniego Padewskiego w Krzyżu Wielkopolskim, dekanacie Trzcianka, diecezji koszalińsko-kołobrzeskiej, metropolii szczecińsko-kamieńskiej, zlokalizowany w Drawinach (gmina Drezdenko)
Świątynia została poświęcona 15 maja 1945. Obecną formę zyskała w latach 60. XX wieku w wyniku starań ks. Jana Blokesza z Krzyża.